# Jorge Luis Bail
Jorge Luis Bail, né le 3 juin 1984, est un homme politique espagnol membre d'Equo.
Il est élu député de la circonscription de Huesca lors des élections générales de décembre 2015.

## Biographie

### Vie privée
Il est marié.

### Profession
Ingénieur chimiste, il a principalement travaillé dans le domaine des énergies renouvelables et enseigné l'écologie industrielle à l'université de Saragosse.

### Activités politiques
Activiste pour l'écologie au sein de divers organismes et participant au Mouvement des Indignés, il est arrêté par la Garde civile en octobre 2012 et inculpé, avec sept autres individus, du délit d'attentat à l'autorité après avoir participé à une manifestation à Artieda contre les travaux d'agrandissement du lac de Yesa. Le 6 juillet 2016, il est condamné à 1 260 euros d'amende pour le délit de résistance à l'autorité et de blessures.
Il est investi tête de liste dans la circonscription de Huesca à l'occasion des élections générales de décembre 2015 pour la coalition de Podemos et Alto Aragón en común. Élu au Congrès des députés après avoir remporté 21 943 voix et 17,96 % des suffrages exprimés, il est porte-parole à la commission de l'Industrie, de l'Énergie et du Tourisme. Il est membre de la commission de l'Agriculture, de l'Alimentation et de l'Environnement, de celle de la Sécurité routière et de celle pour l'Étude du changement climatique.
Candidat à un nouveau mandat lors des élections législatives de juin 2016,, il est réélu avec 19,15 % des voix. Confirmé à la commission de l'Énergie, du Tourisme et du Numérique, il devient porte-parole à la commission de la Sécurité routière et des Déplacements durables.